# Steve Little (Boxer)
Steve Little (* 9. Juni 1965 in Philadelphia, Pennsylvania, USA; † 30. Januar 2000 in Reading, Pennsylvania, USA) war ein US-amerikanischer Boxer.
Am 24. Februar 1964 trat er gegen seinen Landsmann Michael Nunn (41-1-0) um den WBA-Weltmeistertitel im Supermittelgewicht an und siegte durch geteilte Punktentscheidung. Bereits in seiner ersten Titelverteidigung verlor er diesen Titel an Frankie Liles.